# Jakov V., kralj Škotske
Jakov V. (Linlithgow, 10. travnja 1512. – Falkland, 14. prosinca 1542.), škotski kralj od 9. rujna 1513. godine do smrti, koja je uslijedila nakon bitke kod Solway Mossa. Naslijedila je ga Marija, njegovo jedino preživjelo zakonito dijete, kojoj je tada bilo samo šest dana.

## Mladost
Jakov je bio sin škotskoga kralja Jakova IV. i njegove žene Margaret Tudor, koja je bila kći Henrika VII. i sestra Henrika VIII., i bio je jedino zakonito dijete Jakova IV. koje je preživjelo djetinjstvo. Rođen je 10. travnja 1512. u palači Linlithgow u Linlithgowshireu i kršten je sljedećega dana, te je dobio titule vojvode od Rothesaya i princa i velikog stjuarda Škotske. Postao je kraljem sa samo sedamnaest mjeseci, nakon što je njegov otac ubijen u bitci kod Flodden Fielda, 9. rujna 1513.
Jakov je okrunjen u Kraljevskoj kapeli u dvorcu Stirling, 21. rujna 1513. Tijekom njegova djetinjstva, Škotskom su vladali regenti, prvo njegova majka, dok se nije udala sljedeće godine, a zatim John Stewart, 2. vojvoda od Albanyja, sljedeći u redu nasljedstva nakon Jakova i njegova mlađeg brata, posmrtno rođenoga Alexandera Stewarta, vojvode od Rossa, koji je umro u djetinjstvu. Među ostalim regentima bili su Robert Maxwell, 5. lord Maxwell, član regentskoga vijeća, koji je također postavljam regentom otoka Arran. U veljače 1517. Jakov je došao iz Stirlinga u Holyroodhouse u Edinburghu, ali kad je u gradu izbila kuga, premješten je pod skrb Antoinea d'Arcesa, u obližnji ruralni dvorac Craigmillar. U Stirlingu, desetogodišnji je Jakov imao stražu od 20 pješaka, odjevenih u njegove boje, crvenu i žutu. Kada bi išao u park ispod dvorca, "potajno i po ugodnu i lijepu vremenu", šest bi konjanika pretražilo kraj u krugu od dvije milje. Pjesnici su pisali uspavanke za Jakova i savjetovali ga o kraljevskom ponašanju. Kao mladiću, njegovo je obrazovanje bilo povjereno pjesnicima sa Sveučilišta St Andrews, poput Sir Davida Lyndsaya. William Stewart u svojoj poemi Princelie Majestie savjetuje Jakova protiv klizanja na ledu.
U jesen 1524. Jakov je otpustio svoje regente i njegova ga je majka proglasila odraslim vladarom, te je imenovano nekoliko novih dvorjana, uključujući i trubača, Henryja Rudemana. Engleski diplomat Thomas Mengua opisao je dojmove novoga škotskog dvora u Holyroodhouse na Sve svete 1524.: "trube i puhači zvučali su vrlo ugodno". Magnus je vidio mladoga kralja kako pjeva, zabavlja se kopljem kod Leith, i sa svojim konjima, i stekao je dojam da kralj preferira engleske manire nad francuskim običajima.
Archibald Douglas, 6. grof od Angusa, očuh mladoga kralja, uzeo je 1525. Jakova pod svoje skrbništvo i držao ga skoro 3 godina kao zatočenika, vladajući u njegovo ime. Bilo je nekoliko pokušaja za oslobođenjem mladoga kralja - jedan je predvodio Walter Scott od Branxholmea i Buccleucha, koji je preskreo kraljeve snage 25. srpnja 1526. u bitci kod Melrosea, ali je bio uklonjen s bojnoga polja. Ni drugi pokušao, kasnije iste godine, 4. rujna u bitci kod mosta Linlithgow, nije uspio osloboditi kralja iz Angusovih kandži. Kad su Jakov i njegova majka došli u Edinburgh, 20. studenoga 1526., ona je boravila u odajama u Holyroodhouseu, koje je koristio Albany, a Jakov je koristio sobe iznad. U veljači 1527., Henry FitzRoy, 1. vojvoda od Richmonda i Somerseta poklonio je Jakovu dvadeset lovačkih pasa i lovca. Magnus je smatrao da je škotski sluga koji je bio poslan u dvorac Sheriff Hutton da preuzme pse, zapravio išao u izvidnicu vojvodina kućanstva, kako bi se isto imitiralo u Škotskoj. Jakov je 1528. konačno pobjegao od Angusa i samostalno preuzeo vladanje.

## Vladavina i religija
Prvo što je Jakov poduzeo nakon preuzimanja vlasti bilo je uklanjanje Angusa. Obitelj Douglas bila je otjerana u egzil, a Jakov je pokrenuo opsadu njihov dvorca Tantallon. Zatim je pokorio pogranične pobunjenike i poglavare Zapadnoga otočja. Uz savjetovanja od svoga plemstva i usluge vojvode od Albanyja u Francuskoj i u Rimu, Jakov je imao tim profesionalnih odvjetnika i diplomata, među kojima su bili Adam Otterburn i Thomas Erskine od Haltouna. Čak je i njegov osobni blagajnik John Tennent iz Lincolnshirea, bio poslan na zadatak u Englesku, iako je dobio hladan prijam.
Jakov je povećao svoje prihode postrožujući kontrolu nad kraljevskim posjedima i prihodima od sudstva, carina i feudalnih prava. Također je svojim nezakonitim sinovima dodijelio unosne beneficije, skrenuvši znatno crkveno bogatstvo u svoje riznice. Potrošio je znatan iznos svoga imutka na građevinske radove na dvorcu Stirling, i palačama Falkland, Linlithgow i Holyrood, te je uspostavio zbirku tapiserija od onih koje je naslijedio od svoga oca. Otplovio je u Francusku kako bi sklopio svoju prvu ženidbu i ojačao kraljevsku flotu. Godine 1540. otplovio je u Kirkwall na Orkneyu, zatim na otok Lewis, na svom brodu Salamander, ali prvo sastavivši oporuku u Leithu, znajući da je to "nesigurna avantura". Svrha ovoga putovanja bila je pokazati kraljevsku prisutnost i održati regionalne sudove.
Na domaću i međunarodnu politiku utjecala je Reformacija, osobito nakon što se Henrik VIII. odcijepio od Katoličke crkve. Jakov V. nije tolerirao krivovjerje, i tijekom njegove vladavine bilo je progona glasnih protestanata. Kasnije, engleski je veleposlanik Ralph Sandler pokušao ohrabriti Jakova da zatvori samostane i preuzme njihove prihode, kako ne bi morao čuvati ovce poput osrednjeg podanika. Jakov je odgovorio da on nema ovaca, da bi mogao ovisiti o svomu kumu, francuskom kralju, i da je nerazumno zatvoriti opatije koje "stoje toliko godina, i u njima se održava i čuva Božja služba, i mogu dobiti sve što zatražim od njih." (Sadler je znao da Jakov uzgaja ovce na svojim posjedima.)
Jakov je prikupio novac od Crkve, nagovorivši papu Klementa VII. da mu dopusti oporezivanje monaških prihoda. Poslao je 50 funti Johannu Cochlaeusu, njemačkom protivniku Martina Luthera, nakon što je dobio jednu od njegovih knjiga 1534. Papa Pavao III. poslao je Jakovu, 19. siječnja 1537., blagoslovljeni mač i šešir, kao simbol njegovih molitava da Jakov bude čvrst protiv hereza s druge strane granice. Darove je dostavio papin glasnik, dok je Jakov boravio u Compiègneu u Francuskoj, 25. veljače 1537.
Prema piscima iz XVI. stoljeća, Jakova je njegov rizničar, James Kirkcaldy od Grangea pokušao nagovoriti protiv progona protestanata, kao i da se susretne s Henrikom VIII. kod Yorka. Iako je Henrik VIII. poslao svoje tapiserije u York u rujnu 1541., prije susreta, Jakov nije došao. Nedostatak njegova angažmana oko ovog sastanka engleski su promatrači smatrali znakom da je Škotska u čvrstom savezništvu s Francuskom i s katoličkom vjerom, osobito pod utjecajem kardinala Beatona, čuvara tajnoga pečata, i kao povod za rat.
U komunikaciji s irskim poglavarima u srpnju 1541., Jakov je preuzeo naslov "gospodar Irske" (dominus Hiberniae), kao dodatni izazov Henriku VIII., koji se nedugo prije proglasio kraljem Irske.

## Ženidbe
Već u kolovozu 1517., klauzula u Sporazumu iz Rouena, predvidjela da bi, u slučaju da Stari savez između Francuske i Škotske očuva, Jakov trebao imati kraljevsku nevjestu iz Francuske. Ipak, kćeri Franje I. Francuskoga bile su obećane drugdje ili boležljive. Možda kako bi podsjetio Franju na njegove obveze, Jakovljevi su izaslanici počeli od ljeta 1529. pregovore za ženidbu na drugim mjestima, s Katarinom de' Medici, vojvotkinjom od Urbina, i Marijom Austrijskom, sestrom cara Karla V. Ali planovi su se mijenjali. U veljači 1533., dva francuska veleposlanika, Guillaume du Bellay, sieur de Langes, i Etienne de Laigue, sieur de Beauvais, koji su netom bili u Škotskoj, rekli su mletačkom veleposlaniku u Londonu da Jakov razmišlja oženiti Kristinu Dansku. Marguerite d'Angoulême, sestra Franje I. Francuskoga, predložila je svoju zaovu Isabellu od Navarre, koja je bila otprilike iste dobi.
Franjo I. je ustrajavao da je njegova kći Madeleina od Valoisa previše slaba zdravlja za ženidbu. Naposljetku, 6. ožujka 1536., sklopljen je ugovor da Jakov oženi Mariju de Bourbon, krći Charlesa, vojvode od Vendôme, koja bi imala miraz kao da je francuska princeza. Jakov je odlučio osobno posjetiti Francusku. Isplovio je 1. rujna, a s njim su putovali Archibald Campbell, 4. grof od Argylla, George Leslie, 4. grof od Rothesa, Malcolm Fleming, 3. lord Fleming, kardinal Beaton, prior iz Pittenweema, James Douglas, laird od Drumlanriga i 500 drugih, na brodu Mary Willoughby. Prvo je posjestio Mariju u St. Quentinu u Pikardiji, a zatim je pošao na jug susresti se s kraljem Franjom I. Tijekom boravka u Francuskoj, u listopadu 1536., Jakov je išao u lov na veprove, s Franjom, njegovim sinom Henrikom, Henrikom II. Navarskim i Ippolitom d'Este.
Jakov je obnovi Stari savez i ispunio Sporazum iz Rouena iz 1517., oženivši Madeleine od Valoisa, kraljevu kći, 1. siječnja 1537., u pariškoj Notre Dame. Vjenčanje je bilo velik događaj: Franjo I. sklopio je ugovor sa šest slikara za vrhunske dekoracije, i održano je nekoliko dana viteških natjecanja u dvorcu Louvre. Jakov V. je toliko volio crvenu boju, da je tijekom ženidbenih slavlja, uznemirio gradske dužnosnike, koji su jedini imali pravo nositi crvenu odjeću u procesijama. Oni su primijetili da on ne zna ni riječi francuskoga.
Jakov i Madeleine vratili su se iz Francuske, stigavši u Leith 19. svibnja 1537., a kraljevu škotsku flotu pratilo je 10 velikih francuskih brodova. Madeleina nije bila dobroga zdravlja. Kako je bila tuberkulozna, umrla je uskoro po dolasku u Škotsku, u srpnju 1537. Špijuni su javili Thomasu Cliffordu, zapovjedniku Berwicka, da je Jakov otkazao "sve vrste zabave i užitka", ali je ustrajno nadgledao održavanje svoga oružja, idući dvaput tjedno u dvorac Dunbar sa šest pratitelja.
Jakov je potom oženio Mariju od Guisea, kći Claudea, vojvode od Guisea, i udovu Louisa II. od Orléansa, vojvode od Longuevillea, preko zastupnika, 12. lipnja 1538. Marija je već imala dva sina iz svoga prvog braka, a u novom je također imala dva sina. Obojica su, međutim, umrli u travnju 1541., samo osam dana nakon što je Robert kršten. Njihova kći i Jakovljevo jedino preživjelo zakonito dijete, Marija, rođena je 1542. u palači Linlithgow.

## Drugi interesi
Prema legendi, Jakov je imao nadimak "kralj pučana", jer je ponekad putovao Škotskom, prerušen u običnog čovjeka, nazivajući se Gudeman of Ballengeich (Gudeman znači posjednik ili farmer; Ballengeich je bio naziv ceste blizu dvorca Stirling, a znači vjetroviti prolaz na gaelskom). Jakov je također bio vješt svirač lutnje. Sir Thomas Wood je 1562. izvijestio da je Jakov imao "osobito dobar sluh i mogao je pjevati i ono što nikada prije nije vidio" (prima vista), ali je njegov glas bio "sirov" i "grub". Na dvoru, Jakov je imao sastav talijanskih glazbenika, koji su usvojili ime Drummond. U zimu 1529./30. pridružio im se glazbenik i diplomat kojeg je poslao Francesco II. Sforza, milanski vojvoda, imenom Thomas de Averencia de Brescia, vjerojatno lutnjist. Povjesničar Andrea Thomas donosi korisnu razdvojbu između glasne glazbe iz ceremonija i procesija, te instrumenata koji su se koristili na privatnijim događajima ili bogoštovlju. Ova tiša glazba podrazumijevala je i pratnju viola, koje su svirala četiri Francuza, na čelu s Jacquesom Columbellom. Čini se sigurnim da je David Peebles pisao glazbu za Jakova V., i škotski je skladatelj Robert Carver vjerojatno imao kraljevski angažman, iako nema dokaza za to.
Kao pokrovitelj pjesnika i pisaca, Jakov je podržavao Williama Stewarta i Johna Bellendena, sina njegove njegovateljice, koji je s latinskoga preveo Povijest Škotske, koju je 1527. sastavio Hector Boece, u stihu i prozi. Sir David Lindsay of the Mount, koji je bio Lord Lyon, poglavar Lyonova sudišta i diplomat, bio je plodan pjesnik. Autor je međuigre iz palače Linlithgow, za koju se smatra da je jedna verzija njegove predstave The Thrie Estaitis, iz 1540. Jakov je privukao pažnju i međunarodnih autora. Francuski pjesnik Pierre de Ronsard, koji je bio paž Madeleine od Vaolisa, iznio je bezuvjetne pohvale:
"Son port estoit royal, son regard vigoureux

De vertus, et de l'honneur, et guerre amoureux

La douceur et la force illustroient son visage

Si que Venus et Mars en avoient fait partage"

Njegovo kraljevsko nošenje i potraga snažna 

vrlina, časti i ljubavnog rata, 

Slatkoća i snaga osvjetljuju mu lice, 

kao da je dijete Venere i Marsa.
Jakov je i sâm bio pjesnik; njegova su djela The Gaberlunzieman i The Jolly Beggar.
Kad je Jakov oženio Mariju od Guisea, talijanski je znanstvenik Giovanni Ferrerio, koji je boravio u Škotskoj, u opatiji Kinloss, paru posvetio novo izdanje svoga djela O istinskom značenju kometa naspram ispraznosti astrologa. Poput Henrika VIII., Jakov je doveo brojne strane obrtnike kako bi uvećao prestiž svoga renesansnog dvora.

## Rat s Engleskom
Smrt Jakovljeve majke 1541. godine uklonila je zadnju mogućnost za mir s Engleskom, i izbio je rat. U početku su Škoti pobijedili u bitci kod Haddon Riga u kolovozu 1542. Carski veleposlanik u Londonu, Eustace Chapuys, napisao je 2. listopada da su škotski veleposlanici isključili pomirbeni susret između Jakova i Henrika VIII. u Engleskoj, sve dok trudna Marija od Guisea ne rodi svoje dijete. Henrik nije prihvatio ovaj uvjet i mobilizirao je svoju vojsku protiv Škotske.
Jakov je bio sa svojom vojskom kod Laudera, 31. listopada 1542. Iako se nadao napasti Englesku, njegovi plemići nisu bili skloni tomu. Vratio se u Edinburgh, napisavši suput pismo svojoj ženi na francuskom, u kojemu spominje da je tri dana bolestan. Sljedećeg je mjeseca njegova vojska pretrpjela ozbiljan poraz u bitci kod Solway Mossa. Razbolio se nedugo nakon toga, 6. prosinca; prema nekim navodima bio je to živčani slom uzrokovan porazom, i moguće da je umro od tuge, iako neki povjesničari smatraju da je to mogla biti i obična vrućica. John Knox je kasnije opisa njegove posljednje trenutke u Fifeu.
Što god bio uzrok bolesti, Jakov je bio na samrtnoj postelji u palači Falkland, kad se rodila djevojčica, njegovo jedino preživjelo zakonito dijete. Sir George Douglas od Pittendreicha dobio je vijest o kraljevoj smrti u Berwick. Izjavio je da je Jakov umro u ponoć, u četvrtak, 15. prosinca; kralj je mogao govoriti, ali je bio u deliriju. Prema Georgeu Douglasu, Jakov je u svom deliriju žalio za otimanjem zastave i zarobljenjem Olivera Sinclaira kod Solway Mossa, više od bilo kojeg drugog gubitka. Jakov je umro u palači Falkland, ali je pokopan u opatiji Holyrood u Edinburghu, sa svojom prvom ženom, kraljicom Madeleine.
Priča se da je prije smrti rekao it came wi a lass, it'll gang wi a lass (počelo je s djevojkom, i završit će s djevojkom). Ovo se odnosi na dolazak Stuarta na prijestolje preko Marjorie Bruce, kćeri Roberta Brucea, ili na mit iz srednjega vijeka, zapisan u Scotichroniconu, prema kojemu je škotski narod potekao od princeze Scote.

## Kasnija događanja
Jakova je naslijedila njegova kći Marija. Pokopan je u opatiji Holyrood, uz svoju prvu ženu Madeleina i svoja dva sina, u siječnju 1543. Izgradnju groba nadgledao je David Lindsay. Jedan od njegovih francuskih umjetnika, Andrew Masioun, izrezbario je lava i natpis od osamnaest stopa. Grob je uništen u XVI. stoljeću, prema Williamu Drummondu od Hawthorndena, već 1554., kad su Englezi spalili Edinburgh. Škotskom je vladao regent Arran, te je uskoro bila uvučena u rat "gruboga udvaranja".

## Potomstvo
S Madeleine od Valoisa
bez potomstva
S Marijom od Guisea
- James, vojvoda od Rothesaya (22. svibnja 1540., St Andrews, Fife – 21. travnja 1541.).
- Arthur[50] ili Robert, vojvoda od Albanyja (12. travnja 1541., palača Falkland – 20. travnja 1541.), pokopan u palači Holyrood, u Edinburghu.[51]
- Marija (8. prosinca 1542., palača Linlithgow – 8. veljače 1587.; ostavila potomstvo).

Jakov je nadalje imao devetero poznate nezakonite djece, od kojih je barem troje imao prije navršenih 20 godina. Govorilo se da mladoga kralja u ljubavnim aferama potiče Angusov režim, kako bi ga držali podalje od politike. Nekoliko njegovih sinova od aristokratskih ljubavnica nastavilo je crkvenu karijeru. Papa Klement VII. udijelio je Jakovu V. dispenzaciju, 30. kolovoza 1534., dopustivši da četiri njegova sina prime svete redove kada budu punoljetni. Dokument je naveo da je James stariji imao 5 godina, James mlađi i John 3, a Robert jednu godinu.
- Adam Stewart (u. 20. lipnja 1575.), sin lady Elizabet Stewart,[55] (kći Johna Stewarta, 3. grofa od Lennoxa.) Postao prior kartuzije u Perthu. Pokopan u St. Magnusu, u Kirkwallu na Orkneyu.[56]
- James Stewart, sin Christine Barclay
- lady Jean Stewart (u. 7. siječnja 1588.), kći Elizabeth Bethune. Udala se za Archibalda Campbella, 5. grofa od Argylla, 1553., razveli se 1573.
- James Stewart (c. 1529. – 1557.), sin Elizabeth Shaw. Postao komendator opatija Kelso i Melrose.
- Robert Stewart, 1. grof od Orkneya (r. 1533), sin Euphame Elphinstone. Postao prior i komendator opatije Holyrood.
- John Stewart, lord Darnley i prior u Coldinghamu (c. 1531. - studeni 1563.), sin Elizabeth Carmichael.[57] Imao potomstvo.
- James Stewart, 1. grof od Moraya, sin Margaret Erskine, Jakovljeve favorizirane ljubavnice. Prior St Andrewsa. Savjetnik svojoj polusestri Mariji, i regent za svoga nećaka Jakova VI.
- Robert Stewart, mlađi, (u. 1581), majka nepoznata. Prior u Whithornu.[58]

## Vanjske poveznice
- | Logotip Zajedničkog poslužitelja | Zajednički poslužitelj ima stranicu o temi Jakov V., kralj Škotske |

| Jakov V., kralj Škotske Dinastija StuartRođ. 10. travnja 1512. Umr. 14. prosinca 1542. |                             |                      |
| Vladarske titule                                                                       |                             |                      |
| prethodnik Jakov IV.                                                                   | kralj Škotske 1513. – 1542. | nasljednik Marija I. |